# Новиков, Николай Васильевич (министр)
Николай Васильевич Новиков (1909—1971) — советский государственный деятель.

## Биография

Могила Новикова на Введенском кладбище Москвы.

В 1939 году окончил Ленинградскую Военно-транспортную академию РККА
- 1926—1931 — работал на 4-м Государственном механическом обозном заводе: чернорабочий, станочник, культорганизатор заводского комитета.
- 1931—1932 — студент рабфака.
- 1932—1933 — студент Ленинградского института инженеров водного транспорта.
- 1933—1939 — слушатель Военно-транспортной академии.
- 1939—1946 — начальник службы эксплуатации — заместитель начальника Северного морского пароходства, начальник Северного морского пароходства (с июля 1939 года).
- 1946 — начальник Центрального управления эксплуатации Министерства морского флота СССР.
- 1946—1948 — заместитель министра морского флота СССР.
- 1948—1953 — министр морского флота СССР.
- 1953—1954 — заместитель министра морского и речного флота СССР.
- С апреля 1954 года персональный пенсионер союзного значения.

Похоронен на Введенском кладбище (29 уч.).

## Награды
- орден Отечественной войны I степени
- орден Трудового Красного Знамени
- орден «Знак Почёта»